# Leptostylopsis yukiyu
Leptostylopsis yukiyu là một loài bọ cánh cứng trong họ Cerambycidae.